# Andreas Wilms (Wirtschaftswissenschaftler)
Andreas Wilms (* Juli 1978) ist ein deutscher Bankkaufmann, Wirtschaftswissenschaftler und Hochschullehrer. Seit dem 1. April 2019 ist er gewählter Präsident und damit Leiter der Technischen Hochschule Brandenburg in Brandenburg an der Havel.

## Leben und Wirken
Nach der schulischen Ausbildung machte Andreas Wilms von 1999 bis 2001 eine Lehre zum Bankkaufmann. Parallel studierte er von 1999 bis 2004 Betriebswirtschaftslehre in Hagen, Leipzig, Barcelona und Bangalore. Es folgte von 2004 bis 2008 die Promotion an der Handelshochschule Leipzig (HHL) zum Dr. rer. oec. Von 2009 bis 2012 folgte eine Tätigkeit als Consultant bei der Boston Consulting Group. 2012 wurde Wilms zum Professor für Allgemeine Betriebswirtschaftslehre mit dem Schwerpunkt Finanzmanagement an die Fachhochschule Brandenburg, seit 2016 Technische Hochschule Brandenburg (THB), berufen. Von 2013 bis 2019 war er Vizepräsident der Hochschule für Lehre und Internationales.
Am 7. November 2018 wurde Wilms vom Senat der Technischen Hochschule Brandenburg in einer Kampfabstimmung zum neuen Hochschulpräsidenten gewählt. Er setzte sich mit 13 zu 7 Stimmen gegen die Amtsinhaberin Burghilde Wieneke-Toutaoui durch. Am 21. März 2019 wurde Wilms von der Brandenburger Ministerin für Wissenschaft, Forschung und Kultur Martina Münch offiziell bestellt und mit der Ernennungsurkunde ausgestattet. Am 1. April 2019 übernahm er das Amt des Präsidenten der THB.

## Schriften (Auswahl)
- mit Ursula Schwill und Eva Friedrich: Studienerfolgsoptimierende Dimensionen des Übergangs. Bestandsaufnahme – Evaluation – Reflexion. In: Übergänge gestalten – Durchlässigkeit zwischen beruflicher und hochschulischer Bildung erhöhen. Waxmann Verlag, 2015, Seiten 237–254. ISBN 978-3-8309-3125-6
- mit Axel Benning: Informationen generieren, Kompetenzen sichtbar machen und bewerten. In: Anrechnung an Hochschulen: Organisation – Durchführung – Qualitätssicherung. Hochschulrektorenkonferenz – Projekt nexus, Dezember 2017, Seiten 9–11. ISBN 978-3-942600-67-5
- Fairness opinions bei Unternehmenstransaktionen. Eine modelltheoretische Analyse. Dissertation, Handelshochschule Leipzig, Leipzig 2008, 285 Seiten.[5]